# Francisco Javier Ochoa de Echagüen
Francisco Javier Ochoa de Echagüen Estibález (n. 4 de septiembre de 1954) es un maestro internacional de ajedrez español. En la actualidad es el presidente de la Federación Española de Ajedrez (FEDA).

## Resultados destacados en competición
Fue subcampeón de España en el año 1993, por detrás del gran maestro Juan Mario Gómez Esteban. Fue campeón de España juvenil en el año 1974 y campeón de España de ajedrez activo en el año 1989.
Ganó el Open Internacional de Andorra en el año 1989.
Participó representando a España en las Olimpíadas de ajedrez en cinco ocasiones, en los años 1976 en Haifa, 1982 en Lucerna, 1984 en Salónica, 1986 en Dubái y 1988 en Salónica. Ganando la medalla de oro individual en el primer tablero reserva en la Olimpíada de Salónica en el año 1984.

## Otras actividades ajedrecísticas
Es el actual presidente de la Federación Española de Ajedrez, cargo que ostenta desde noviembre de 1997, y de la Federación Iberoamericana de Ajedrez.